# Josh Riley
Pour les articles homonymes, voir Riley.
Josh Riley, né le 21 janvier 1981 à Endicott (État de New York), est un avocat et homme politique américain. Membre du Parti démocrate, il est élu à la Chambre des représentants des États-Unis depuis 2025.

## Biographie

### Jeunesse et carrière professionnelle
Josh Riley grandit à Endicott dans l'État de New York.
Josh Riley travaille pour le représentant démocrate Maurice Hinchey puis rejoint le département du Travail en tant qu'analyste. Diplômé de la faculté de droit de Harvard en 2007, il travaille auprès de la cour d'appel des États-Unis pour le neuvième circuit en Californie puis pour les sénateurs Ted Kennedy et Al Franken au sein de la commission judiciaire du Sénat. Il devient par la suite avocat et s'installe avec son épouse à Ithaca dans le nord de l'État de New York.

### Représentant des États-Unis
En 2022, Josh Riley se lance en politique. Il se présente à la Chambre des représentants des États-Unis dans le 19e district de l'État de New York, une circonscription récemment redécoupée qui s'étend désormais d'Ithaca au comté de Columbia. Bien qu'il ait voté pour Joe Biden en 2020, le district est particulièrement disputé. Josh Riley remporte la primaire démocrate avec plus de 60 % des suffrages face à Jamie Cheney, également nouvelle venue en politique. Il est toutefois battu par le républicain Marc Molinaro lors de l'élection générale, devancé d'environ deux points. Lors de ces élections, les démocrates perdent cinq sièges dans l'État de New York, un déficit qui leur coûte la Chambre des représentants.
Josh Riley et Marc Molinaro s'affrontent à nouveau en 2024. Marc Molinaro est une des cibles des démocrates pour reprendre le contrôle de la Chambre des représentants et l'élection devient la plus coûteuse du pays, avec environ 45 millions de dollars dépenses par les candidats et leurs soutiens. Durant cette campagne, le républicain sortant — historiquement considéré comme un modéré — se tourne vers la droite et attaque Josh Riley sur l'immigration, en reprenant parfois de fausses informations de l'extrême droite américaine,. De son côté, Josh Riley promet de travailler de manière bipartisane sur la frontière avec le Mexique et met l'accent sur la protection du droit à l'avortement. Josh Riley est cette fois-ci élu représentant des États-Unis, réunissant 51 % des voix.